# Hans Nordström
Hans Nordström, född 1948, är en svensk författare som bland annat har skrivit Operation Vildkatt, Stormens öga och Liberty Star.